# باتشينكو (مسلسل)
باتشينكو (بالكورية: 파친코)؛ هو مسلسل كوري جنوبي، مبني على رواية تحمل نفس الاسم للكاتبة مين جين لي. المسلسل من بطولة لي مين هو، يون يو- جونغ. عرض على أبل تي في + من 25 مارس 2022. ومن المقرر عرض الموسم الثاني في 23 أغسطس 2024.

## القصة
تصور القصة آمال وأحلام عائلة كورية مهاجرة، تروى من خلال أربعة أجيال وهم يغادرون وطنهم طمعا في البقاء والحصول على حياة أفضل.

## طاقم
- يون يوه جونغ في دور سون جا
  - كيم مين ها بدور سون جا في سن المراهقة.
- لي مين هو في دور كوه هانسو.[5]
- جين ها بدور سولومان بايك

- آنا ساواي بدور نا أو مي
- سوجي أراي بدور بايك موزاسو
- كاهو مينامي في دور إيتسوكو
- ستيف سانغيون نوه في دور بايك إسحاق
- جونغ إيون تشاي بدور كيونغ هي

- جونغ وو إن
- هان جون وو في دور بايك يوسيب.[6]

## الإنتاج

### صناعة
وفقًا لتقرير أغسطس 2018، من قبل وسائل الإعلام الترفيهية الأمريكية هوليوود ريبورتر، سيتم إنتاج «باتشينكو» بميزانية مماثلة لمسلسل «التاج» من نتفليكس، والذي كلف حوالي 10. مليون دولار لكل حلقة. كلف المسلسل ميزانية إنتاج حوالي 100 مليار وون.
في 29 أبريل 2022 ، جددت شركة آبل المسلسل للموسم الثاني.

### طاقم
تم تاكيد بطولة لي مين هو، وجين ها، وآنا ساواي، ومينها كيم، وسوجي آراي، وكاهو مينامي في أكتوبر 2020.

### التصوير
كان من المقرر أن يبدأ التصوير في 26 أكتوبر 2020، في كوريا واليابان وأمريكا. في مقابلة مع مجلة GQ Korea ، كشف لي مين هو أن التصوير انتهى في ديسمبر 2020، لمدينة بوسان، كوريا الجنوبية وكان يستعد للتصوير في كندا. في 6 فبراير 2021، بدأ التصوير في فانكوفر وكان من المتوقع أن ينتهي في 9 أبريل.

## الإصدار
المسلسل المكون من 8 حلقات، تم إنتاجه بثلاث لغات، الكورية واليابانية والإنجليزية، سيعرض لأول مرة في 25 مارس 2022 على أبل تي في + بأصدار 3 حلقات. ثم سيتم إصدار حلقة واحدة كل يوم جمعة حتى 29 أبريل 2022.

## روابط خارجية
- الموقع الرسمي
- باتشينكو  في قاعدة بيانات الأفلام على الإنترنت (بالإنجليزية)